# Khu kinh tế cửa khẩu Lào Cai
Khu kinh tế cửa khẩu Lào Cai là một trong 9 khu kinh tế cửa khẩu được Chính phủ Việt Nam quan tâm đầu tư xây dựng đồng bằng cơ sở hạ tầng và quy chế, chính sách. Khu này bao gồm các phân khu thương mại (khu thương mại Kim Thành rộng 152 nghìn m² đối diện với khu thương mại Bắc Sơn của Trung Quốc có cầu Kim Thành đang được xây dựng nối hai bên), công nghiệp (khu công nghiệp Đông Phố Mới cạnh ga Lào Cai), dịch vụ...
Khu này rộng 79,7 km² bao gồm cửa khẩu quốc tế Lào Cai và cửa khẩu Mường Khương, nằm trên địa bàn các phường Lào Cai, Phố Mới, Cốc Lếu, Duyên Hải, Kim Tân, các xã Vạn Hòa, Đồng Tuyển thuộc thành phố Lào Cai; các thôn Na Mo, xã Bản Phiệt thuộc huyện Bảo Thắng và xã Mường Khương, huyện Mường Khương, tỉnh Lào Cai. Đây là một trong những đầu mối quan trọng cho hoạt động biên mậu giữa hai quốc gia Việt Nam và Trung Quốc, thuộc hành lang kinh tế Côn Minh - Hà Nội - Hải Phòng.
Mục đích thành lập khu kinh tế cửa khẩu Lào Cai là nhằm khai thác lợi thế địa lý và giao thông (liền kề thị trường Tây Nam Trung Quốc, có tuyến đường sắt Hà Nội - Côn Minh,...) để phát triển xuất nhập khẩu, tạo môi trường hấp dẫn đâu tư, thúc đẩy phát triển kinh tế Lào Cai, góp phần giữ vững an ninh biên giới.
Khu kinh tế cửa khẩu Lào Cai được quy hoạch thành nơi chung chuyển hàng hoá lớn với khối lượng luân chuyển hàng hoá năm 2005 đạt khoảng 2,2 triệu tấn, tăng trên 22% so với năm 2004. Giá trị kim ngạch xuất nhập khẩu cũng đạt trên 400 triệu USD.